# 迷魂之密室逃脱
迷魂之密室逃脱 是2013年中國大陸電影原名为《迷魂》後來為更通俗易懂改為現名，由张帆执导，藍燕和李威主演，全片於上海拍攝。入圍2013年第九届中美电影节金天使奖。
导演张帆毕业于伦敦艺术大学，為此片構思9年，直到密室逃脱遊戲在中國大範圍興起，多數民眾已經能了解此一新興事物後才著手拍攝與籌資。

## 劇情
桑文是一個密室逃脫遊樂場設計師，但長期工作壓力大導致其身體不適，生日当天被檢查出高度可疑有癌症，將其意志擊垮借酒澆愁。
不料醒來後發現置身一個怪異廢棄診所，門被反鎖，此時一個聲音響起，要他按照指示找到逃出的线索和机关。不久後发现前女友陆琪也被鎖在隔壁房間，兩人當初相愛相恨，種種糾葛後分手一時間各種回憶湧上心頭，然而現在殺人機關步步進逼，兩人必須逃出生天並解開一切謎團。